# Liste der Landherren der Walddörfer

Gliederung des Hamburger Landgebiets bis 1830:
Landherrenschaft Bill- und Ochsenwärder
Landherrenschaft Hamburger Berg
Landherrenschaft Hamm und Horn
Landherrenschaft der Walddörfer
Kloster St. Johannis
Hospital zum Heiligen Geist
Hospital St. Georg
Amt Bergedorf (gemeinsam mit Lübeck)

Die Liste der Landherren der Walddörfer enthält die Hamburger Landherren von 1461 bis 1830 mit Unterbrechungen. Die Landherrenschaft der Walddörfer wurde auch Waldherrenschaft, ihre Landherren auch Waldherren genannt.

## Landherren von 1461 bis 1562
Diese Liste ist nicht vollständig. Ein Wechsel im Amt erfolgte in der Regel auf Cathedra Petri.
| Jahr(e)   | Ältester Landherr    | Jüngster Landherr     |
| --------- | -------------------- | --------------------- |
| 1461      | Hinrich von Dulmen   | Johan Meiger          |
| 1462–1463 | Hinrich von Dulmen   | Ludwig Vos            |
| 1464–1467 | Hinrich von Dulmen   | Johan Meiger          |
| 1468–1472 | Hinrich von Dulmen   | Nikolaus de Sworen    |
| 1473–1476 | Hinrich von Dulmen   | Everhard vom Kroge    |
| 1477–1479 | Nikolaus de Sworen   | Christian Berschampe  |
| 1480      | Christian Berschampe | Erich von Tzeven      |
| 1481      | Christian Berschampe | Hinrich Saleborg      |
| …         |                      |                       |
| 1483      | Hinrich Zaleborg     | Erich von Tzeven      |
| …         |                      |                       |
| 1485      | Everhard vom Kroge   | Hinrich Zaleborg      |
| 1486–1487 | Erich von Tzeven     | Detlev Bremer         |
| 1488      | Christian Berschampe | Johann Berschampe     |
| 1489      | Christian Berschampe | Hinrich Moller        |
| 1490      | Nikolaus Tode        | Hinrich Moller        |
| 1491      | Nikolaus Tode        | Konrad Moller         |
| …         |                      |                       |
| 1493      | Nikolaus Tode        | Johann Berschampe     |
| 1494–1498 | Erich von Tzeven     | Mathias Schiphouwer   |
| …         |                      |                       |
| 1524      | Dietrich Lange       | Vincent Moller        |
| 1525      | Dietrich Lange       | Albert Westede        |
| 1526      | Albert Westede       | Johann Huge           |
| 1527      | Vincent Moller       | Johann Huge           |
| 1528–1529 | Georg Plate          | Vincent Moller        |
| …         |                      |                       |
| 1531–1532 | Vincent Moller       | Mathias Reders        |
| 1533      | Peter von Sprekelsen | Mathias Reders        |
| 1534      | Mathias Reders       | Joachim Wullenwever   |
| 1535–1536 | Mathias Reders       | Detlef Schuldorp      |
| 1537–1538 | Vincent Moller       | Detlef Schuldorp      |
| 1539      | Vincent Moller       | Mathias Reders        |
| 1540      | Joachim Moller       | Mathias Reders        |
| 1541      | Mathias Reders       | Georg vom Holte       |
| 1542–1543 | Albert Oldehorst     | Georg vom Holte       |
| 1544      | Mathias Reders       | Albert Oldehorst      |
| 1545      | Mathias Reders       | Joachim Sommerfeld    |
| …         |                      |                       |
| 1548      | Georg vom Holte      |                       |
| …         |                      |                       |
| 1550      | Georg Vilter         | Hieronymus Bissenbeke |
| 1551      | Georg vom Holte      | Georg Vilter          |
| …         |                      |                       |
| 1554      | Georg vom Holte      | Georg Vilter          |
| …         |                      |                       |
| 1556      | Georg Vilter         | Hieronymus Bissenbeke |
| 1557–1558 | Georg Vilter         | Hermann Wetken        |
| 1559      | Hieronymus Bremer    | Hieronymus Bissenbeke |
| 1560–1561 | Hieronymus Bremer    | Hinrich vom Kroge     |
| 1562      | Hieronymus Bremer    | Anton Elers           |

## Landherren von 1728 bis 1830
Diese Liste ist bis auf fehlende Jahrgänge des Staatskalenders ab 1728 vollständig.
| Jahr                                | Ältester Landherr                 | Jüngster Landherr                 |
| ----------------------------------- | --------------------------------- | --------------------------------- |
| 1728                                | Daniel Stockfleth                 | David Langermann                  |
| 1729–1730                           | David Langermann                  | Martin Lucas Schele               |
| 1731–1733                           | Martin Lucas Schele               | Wilhelm Scheller                  |
| 1734–1735                           | Conrad Widow                      | Johann Hermann Luis               |
| 1736–1738                           | Johann Hermann Luis               | Johann Ulrich Pauli               |
| 1739                                | Johann Ulrich Pauli               | Nicolaus Stampeel                 |
| 1740                                | Nicolaus Stampeel                 | Albert Rodrigo Anckelmann         |
| 1741                                | Barthold Heinrich Brockes         | Nicolaus Stampeel                 |
| 1742–1743                           | Nicolaus Stampeel                 | Albert Rodrigo Anckelmann         |
| 1744–1746                           | Ludolff Otte                      | Rudolff Amsinck                   |
| 1747                                | Ludolff Otte                      | Lucas von Spreckelsen             |
| 1748–1749                           | Lucas von Spreckelsen             | Jorge Jencquel                    |
| 1750                                | Jorge Jencquel                    | Lucas Corthum                     |
| 1751                                | Vincent Rumpff                    | Jacob Langermann                  |
| 1752–1757                           | Johann Joachim Bœtefeur           | Hieronymus Heinrich Kentzler      |
| 1758–1759                           | Johann Joachim Bœtefeur           | Joachim Rentzel                   |
| 1760–1761                           | Joachim Rentzel                   | Hermann Riecke                    |
| 1762                                | Hermann Riecke                    | Christian Dresky                  |
| 1763–1764                           | Friedrich Albert Anckelmann       | Nicolaus Hinsche                  |
| 1765–1766                           | Georg Heinrich Büsch              | Guilliam Clamer                   |
| 1767                                | Guilliam Clamer                   | Johann Ludewig Winckler           |
| 1768                                | Johann Anderson                   | Johann Schlüter                   |
| 1769–1774                           | Albert Schult                     | Frantz Anthon Wagener             |
| 1775–1777                           | Peter Behrmann                    | Frantz Doormann                   |
| 1778                                | Frantz Doormann                   | Johann Albrecht Dimpfel           |
| 1779–1780                           | Johann Albrecht Dimpfel           | Jacob Albrecht von Sienen         |
| 1781                                | Jacob Albrecht von Sienen         | Martin Dorner                     |
| 1782                                | Martin Dorner                     | Christian Hanker                  |
| 1783                                | Peter Hinrich Widow               | Hinrich Rücker                    |
| 1784                                | Peter Hinrich Widow               | Johann Luis                       |
| 1785                                | Johann Adolph Poppe               | Johann Peter von Spreckelsen      |
| 1786                                | Johann Adolph Poppe               | Peter Diederich Volckmann         |
| 1787–1788                           | Peter Diederich Volckmann         | Johann Peter von Spreckelsen      |
| 1789–1790                           | Johann Peter von Spreckelsen      | Johann Diederich Cordes           |
| 1791–1792                           | Johann Diederich Cordes           | Martin Wolder Schrötteringk       |
| 1793–1795                           | Martin Wolder Schrötteringk       | Joachim Caspar Voigt              |
| 1796–1798                           | Johann Siegmund Westphalen        | Georg Anckelmann                  |
| 1799–1800                           | Johann Siegmund Westphalen        | Friedrich von Graffen             |
| 1801                                | Friedrich von Graffen             | Johann Georg Bausch               |
| 1802                                | Friedrich von Graffen             | Hinrich Petersen                  |
| 1803                                | Hinrich Petersen                  | Johann Michael Hudtwalcker        |
| 1804–1810                           | Johann Michael Hudtwalcker        | Johann Schulte                    |
| 1811                                | Johann Michael Hudtwalcker        | Johann Joachim Jaenisch           |
| Französische Besetzung bis Mai 1814 |                                   |                                   |
| 1815                                | ?                                 | ?                                 |
| 1816                                | Martin Johann Jenisch             | Johann Heinrich Bartels           |
| 1817–1820                           | Johann Heinrich Bartels           | Johann Daniel Koch                |
| 1821                                | Johann Daniel Koch                | David Schlüter                    |
| 1822                                | David Schlüter                    | Johann Gerhard Gräpel             |
| 1823                                | David Schlüter                    | Johann Ernst Friedrich Westphalen |
| 1824–1826                           | Johann Ernst Friedrich Westphalen | Lüer Anton Prösch                 |
| 1827                                | Johann Ernst Friedrich Westphalen | Martin Garlieb Sillem             |
| 1828–1830                           | Martin Hieronymus Schrötteringk   | Johann Ernst Friedrich Westphalen |

Ende 1830 ging die Landherrenschaft der Walddörfer (oder Waldherrenschaft) in der Landherrenschaft der Geestlande auf.